# Pleurotomella evadne
Pleurotomella evadne é uma espécie de gastrópode do gênero Pleurotomella, pertencente a família Raphitomidae.